# Santiagotzingo
Santiagotzingo är en ort i Mexiko.   Den ligger i kommunen Tecali de Herrera och delstaten Puebla, i den sydöstra delen av landet, 140 km öster om huvudstaden Mexico City. Santiagotzingo ligger 2 115 meter över havet och antalet invånare är 104.
Terrängen runt Santiagotzingo är platt norrut, men söderut är den kuperad. Terrängen runt Santiagotzingo sluttar söderut. Runt Santiagotzingo är det ganska glesbefolkat, med 32 invånare per kvadratkilometer. Närmaste större samhälle är Amozoc de Mota, 19,8 km nordväst om Santiagotzingo. Trakten runt Santiagotzingo består i huvudsak av gräsmarker.